# Liste des fontaines Wallace

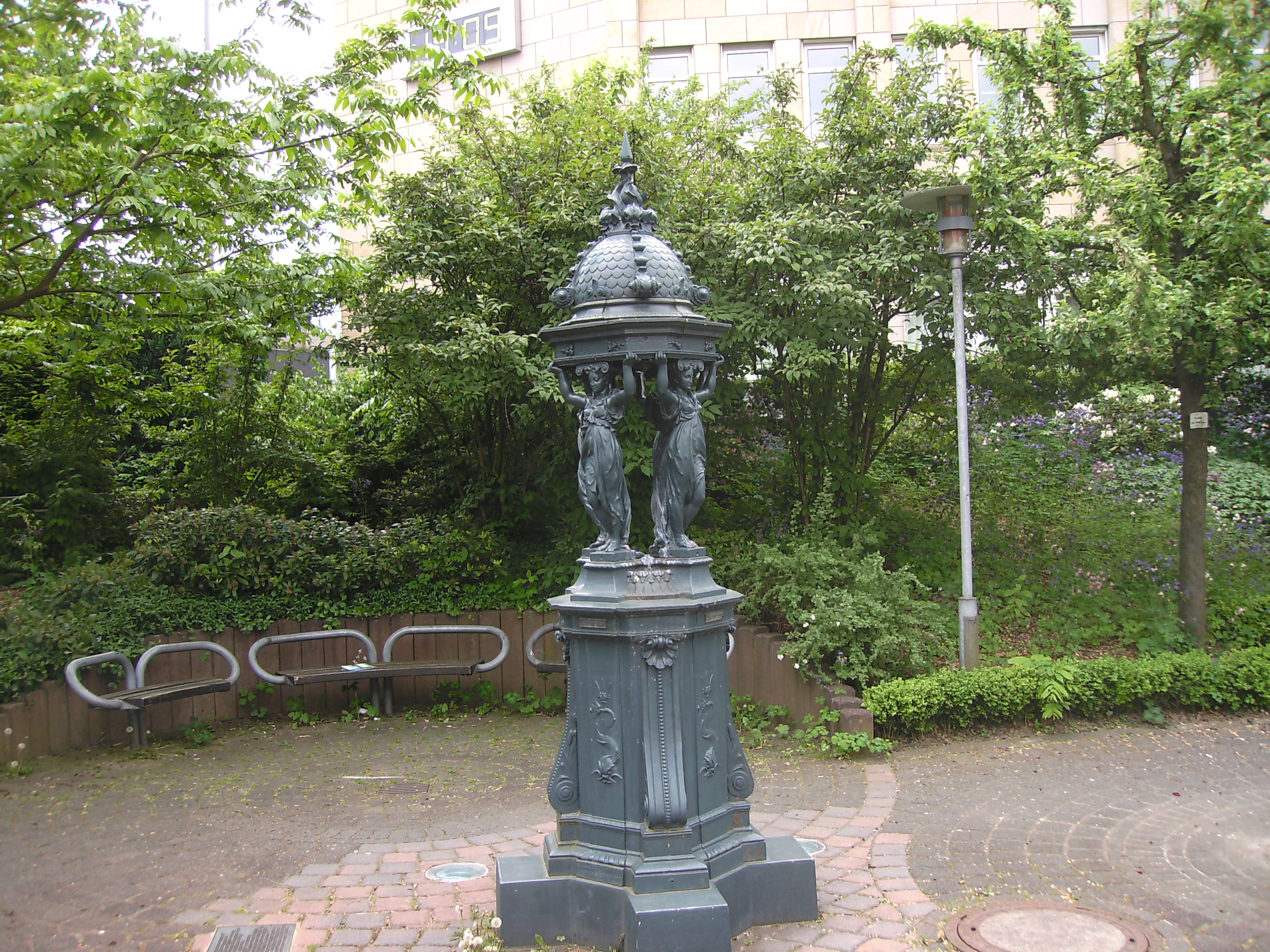
Fontaine Wallace en Allemagne.

Cet article recense les différents lieux où sont implantées des fontaines Wallace.

## France

### Île-de-France (hors Paris)
| Commune                | Localisation                                                  | Modèle   | Coordonnées                 | Illus.                                                                                   |
| ---------------------- | ------------------------------------------------------------- | -------- | --------------------------- | ---------------------------------------------------------------------------------------- |
| Argenteuil             | Rue Paul-Vaillant-Couturier et rue de la Liberté              | Grand    | 48° 56′ 38″ N, 2° 15′ 00″ E |                                                                                          |
| Bois-Colombes          | Place de la Belle Hispano, quartier de Bécon-les-Bruyères     | Grand    | 48° 54′ 30″ N, 2° 15′ 40″ E |                                                                                          |
| Bondy                  | Rue Hélène-Boucher                                            | Grand    | 48° 54′ 16″ N, 2° 28′ 53″ E |                                                                                          |
| Bondy                  | Place de la Gare                                              | Grand    | 48° 53′ 42″ N, 2° 28′ 42″ E |                                                                                          |
| Bondy                  | Parc de la Mare à la Veuve                                    | Grand    | 48° 53′ 24″ N, 2° 28′ 52″ E |                                                                                          |
| Charenton-le-Pont      | Place Henri-IV                                                | Grand    | 48° 49′ 17″ N, 2° 25′ 02″ E |                                                                                          |
| Choisy-le-Roi          | Place d'Hennigsdorf                                           | Grand    | 48° 46′ 04″ N, 2° 24′ 22″ E |                                                                                          |
| Colombes               | Place Rhin et Danube                                          | Grand    | 48° 55′ 25″ N, 2° 15′ 25″ E |                                                                                          |
| Combs-la-Ville         | Cour du Château de la Fresnaye                                | Grand    | 48° 39′ 54″ N, 2° 33′ 47″ E | Fontaine Wallace Combs la Ville                                                          |
| Courbevoie             | Esplanade de la Défense, La Défense                           | Grand    | 48° 53′ 24″ N, 2° 14′ 41″ E | Fontaine Wallace Courbevoie                                                              |
| Créteil                | Allée Max-Ophüls                                              | Grand    | 48° 46′ 35″ N, 2° 27′ 25″ E |                                                                                          |
| Deuil-la-Barre         | 3 rue Victor Labarrière                                       | Grand    | 48° 58′ 25″ N, 2° 19′ 27″ E |                                                                                          |
| Épinay-sur-Seine       | Avenue de Jarrow                                              | Grand    | 48° 57′ 08″ N, 2° 19′ 55″ E |                                                                                          |
| Évry-Courcouronnes     | Allée Mordred                                                 | Grand    | 48° 38′ 25″ N, 2° 25′ 24″ E |                                                                                          |
| Évry-Courcouronnes     | Place des Aunettes                                            | Grand    | 48° 37′ 07″ N, 2° 25′ 59″ E | Fontaine Wallace de la place des Aunettes à Évry-Courcouronnes                           |
| La Garenne-Colombes    | Parc du Docteur-Roy                                           | Grand    | 48° 54′ 26″ N, 2° 14′ 45″ E |                                                                                          |
| Gournay-sur-Marne      | Avenue du Maréchal-Joffre                                     | Grand    | 48° 51′ 48″ N, 2° 34′ 33″ E |                                                                                          |
| Igny                   | 23 avenue de la Division Leclerc, face à la Mairie            | Grand    | 48° 44′ 32″ N, 2° 13′ 34″ E |                                                                                          |
| Ivry-sur-Seine         | Parc Jules Coutant, square des Alliés                         | Grand    | 48° 48′ 46″ N, 2° 23′ 17″ E |                                                                                          |
| Le Kremlin-Bicêtre     | Rue du Général-Leclerc                                        | Grand    | 48° 48′ 45″ N, 2° 21′ 29″ E | Fontaine Wallace, le Kremlin Bicêtre                                                     |
| Levallois-Perret       | Rue Barbès, cour de l'Institut hospitalier franco-britannique | Grand    |                             |                                                                                          |
| Les Lilas              | Cité Saint-Germain                                            | Grand    | 48° 52′ 59″ N, 2° 24′ 59″ E |                                                                                          |
| Maisons-Laffitte       | Angle de la rue de Paris et de l'avenue de Longueil           | Grand    | 48° 56′ 51″ N, 2° 08′ 51″ E | Fontaine Wallace, Maisons-Laffitte, Angles de la rue de Paris et de l'avenue de Longueil |
| Maisons-Laffitte       | Place du Maréchal Juin                                        | Applique | 48° 56′ 45″ N, 2° 08′ 44″ E | Fontaine Wallace, Maisons Laffite, Rue Masson                                            |
| Mantes-la-Jolie        | Place du Marché au Blé                                        | Grand    | 48° 59′ 27″ N, 1° 43′ 01″ E |                                                                                          |
| Neuilly-sur-Seine      | 162 avenue Charles de Gaulle, sur l'esplanade                 | Grand    | 48° 53′ 04″ N, 2° 15′ 41″ E |                                                                                          |
| Neuilly-sur-Seine      | Square d’Eau Albienne                                         | Grand    | 48° 53′ 18″ N, 2° 15′ 30″ E |                                                                                          |
| Nogent-sur-Marne       | Square de la Francophonie, près du Pavillon Baltard           | Grand    | 48° 49′ 59″ N, 2° 28′ 28″ E |                                                                                          |
| Noisy-le-Grand         | Rue du Docteur Sureau                                         | Grand    | 48° 50′ 53″ N, 2° 32′ 53″ E |                                                                                          |
| Orly                   | Place du Général Leclerc                                      | Grand    | 48° 44′ 34″ N, 2° 23′ 47″ E |                                                                                          |
| Poissy                 | Place Georges-Pompidou                                        | Grand    | 48° 55′ 58″ N, 2° 02′ 30″ E |                                                                                          |
| Puteaux                | Rue Richard-Wallace et rue Eugène-Eichenberger                | Grand    | 48° 52′ 52″ N, 2° 14′ 13″ E |                                                                                          |
| Puteaux                | Square Léon Blum                                              | Grand    | 48° 53′ 00″ N, 2° 14′ 47″ E |                                                                                          |
| Puteaux                | Place du Théâtre                                              | Grand    | 48° 52′ 49″ N, 2° 14′ 22″ E |                                                                                          |
| Rueil-Malmaison        | Place de l'Église                                             | Grand    | 48° 52′ 37″ N, 2° 10′ 53″ E |                                                                                          |
| Rueil-Malmaison        | Rue Guynemer et rue Danton                                    | Grand    | 48° 52′ 45″ N, 2° 11′ 23″ E |                                                                                          |
| Rueil-Malmaison        | Parc des Impressionnistes                                     | Grand    | 48° 53′ 35″ N, 2° 10′ 05″ E |                                                                                          |
| Rueil-Malmaison        | Rue Maurepas et rue Paul Vaillant-Couturier                   | Grand    | 48° 52′ 40″ N, 2° 10′ 56″ E |                                                                                          |
| Rueil-Malmaison        | Avenue de la République et rue Geneviève-Couturier            | Grand    | 48° 52′ 47″ N, 2° 10′ 33″ E | Fontaine Wallace, Rueil Malmaison, Avenue de la République et rue Geneviève-Couturier    |
| Saint-Germain-en-Laye  | Rue d'Alger et rue Léon Désoyer                               | Grand    | 48° 53′ 59″ N, 2° 05′ 06″ E |                                                                                          |
| Saint-Germain-en-Laye  | Rue des Écuyers et rue de la Procession                       | Grand    | 48° 53′ 53″ N, 2° 05′ 27″ E |                                                                                          |
| Saint-Maur-des-Fossés  | Place du Marché de Champignol, La Varenne-Saint-Hilaire       | Grand    | 48° 48′ 24″ N, 2° 30′ 38″ E |                                                                                          |
| Saint-Ouen-sur-Seine   | Parvis des Bateliers, quartier des Docks                      | Grand    | 48° 54′ 49″ N, 2° 19′ 35″ E |                                                                                          |
| Saint-Ouen-sur-Seine   | Passage Lacour                                                | Grand    | 48° 54′ 07″ N, 2° 19′ 31″ E |                                                                                          |
| Sevran                 | Parc de la Poudrerie, derrière le 38 allée Apollinaire        | Grand    | 48° 56′ 32″ N, 2° 33′ 09″ E | Fontaine Wallace de Sevran                                                               |
| Sèvres                 | 10 place du Théâtre                                           | Grand    | 48° 49′ 22″ N, 2° 12′ 42″ E |                                                                                          |
| Soisy-sous-Montmorency | Place Henri Sestre                                            | Grand    | 48° 59′ 17″ N, 2° 18′ 06″ E |                                                                                          |
| Sucy-en-Brie           | Rue du Temple                                                 | Grand    | 48° 46′ 15″ N, 2° 31′ 15″ E |                                                                                          |
| Suresnes               | Place Henri-IV                                                | Grand    | 48° 52′ 14″ N, 2° 13′ 39″ E |                                                                                          |
| Suresnes               | Place du Général-Leclerc                                      | Grand    | 48° 52′ 09″ N, 2° 13′ 39″ E |                                                                                          |
| Tremblay-en-France     | Aéroport Roissy-Charles-de-Gaulle, terminal 2C                | Grand    |                             |                                                                                          |
| Les Ulis               | Place centrale de la Résidence La Vaucouleur                  | Grand    | 48° 40′ 38″ N, 2° 09′ 55″ E | Fontaine Wallace Les Ulis                                                                |
| Versailles             | Place Charost                                                 | Grand    | 48° 48′ 14″ N, 2° 07′ 57″ E |                                                                                          |
| Villemoisson-sur-Orge  | Place aux Cailles                                             | Grand    | 48° 39′ 46″ N, 2° 19′ 59″ E |                                                                                          |

### En régions
Agen

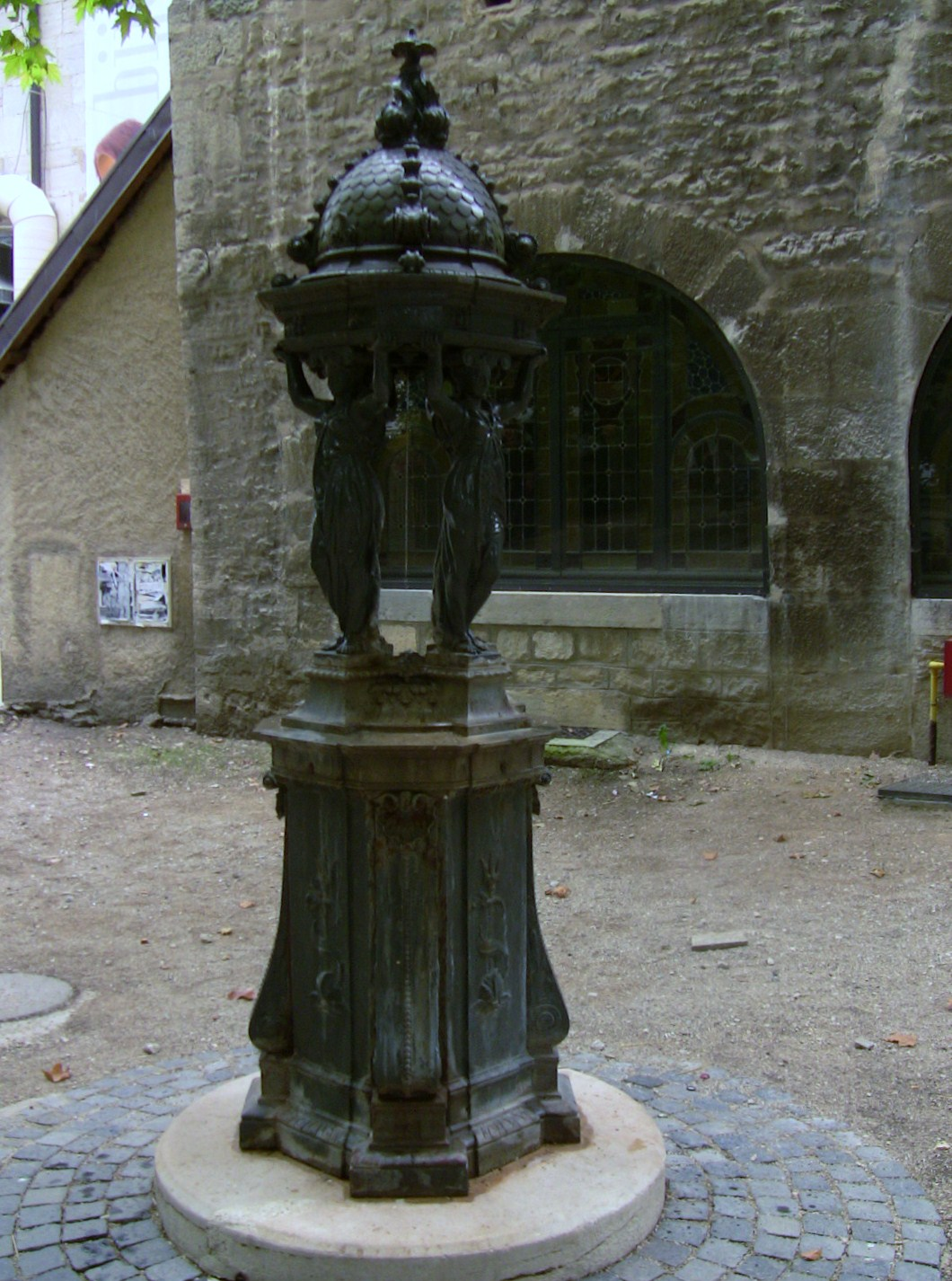
Fontaine Wallace de Besançon.

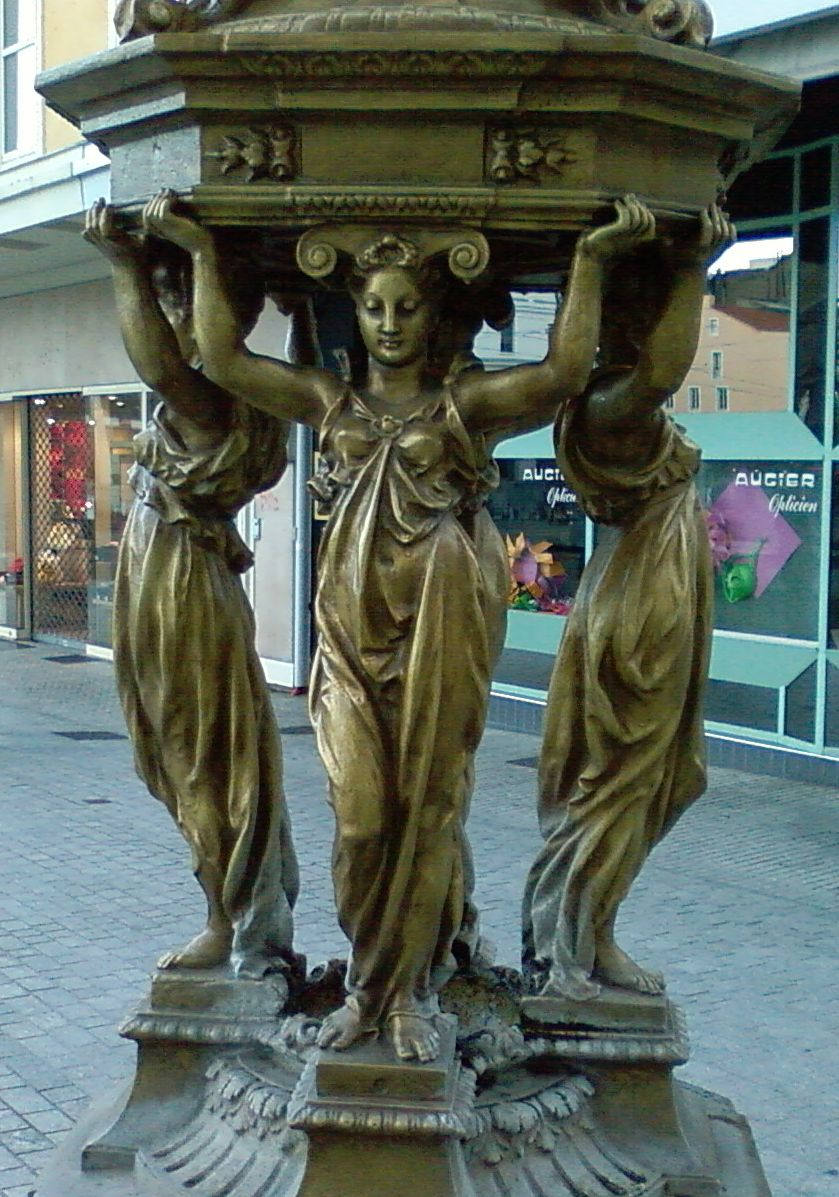
Cariatides de la fontaine Wallace de Clermont-Ferrand.

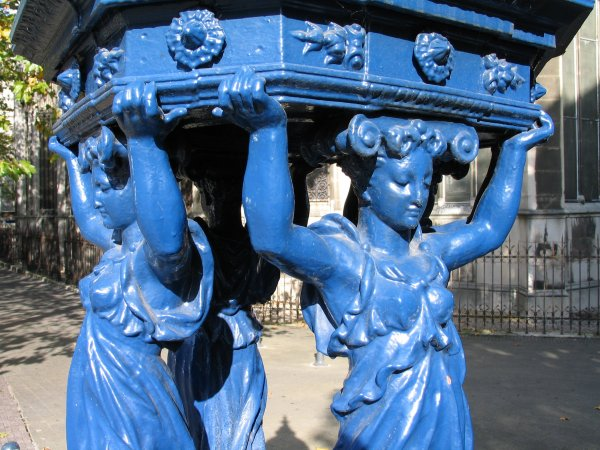
Fontaine Wallace de Nancy.

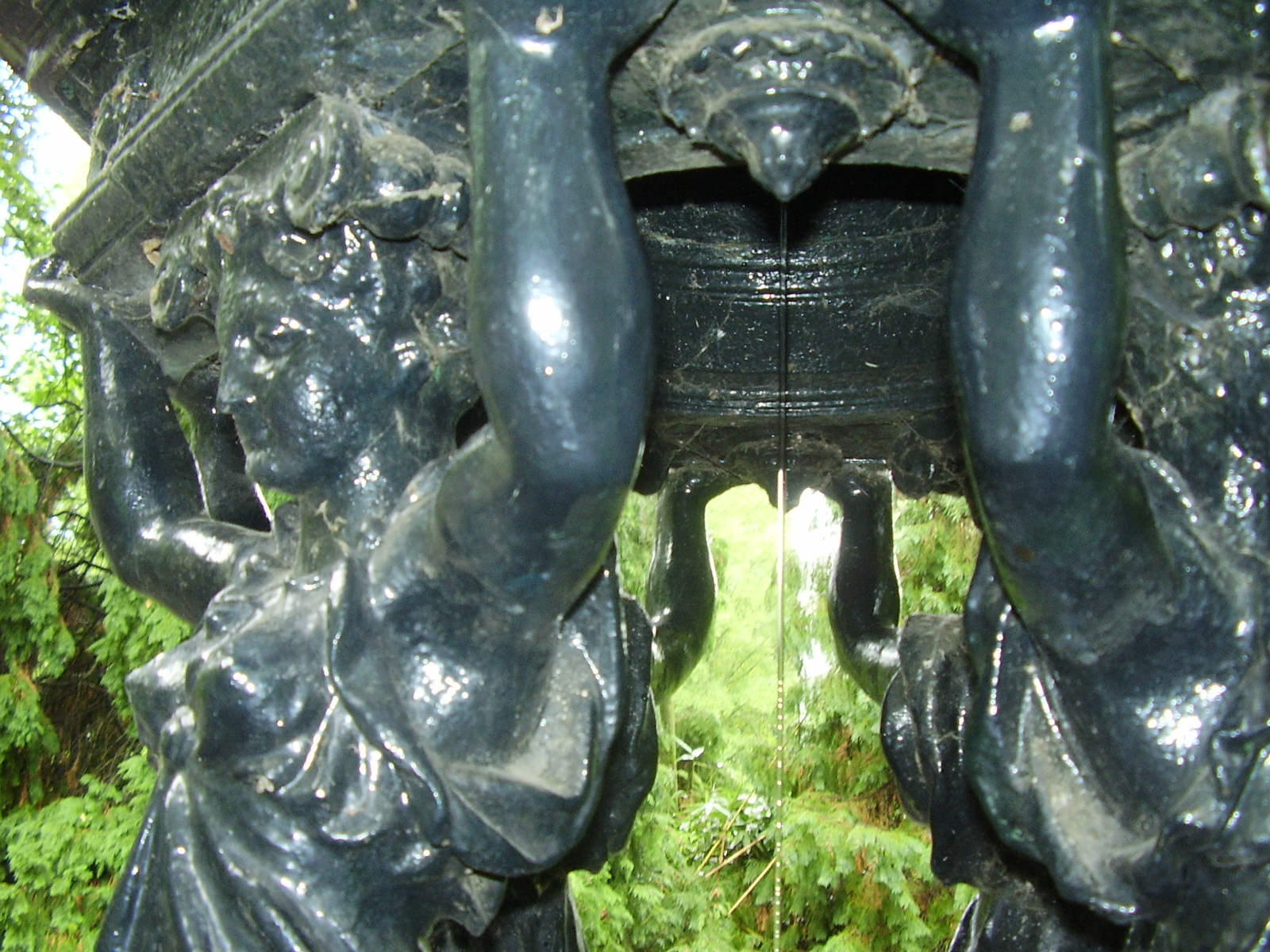
Fontaine Wallace du Jardin des Plantes de Nantes (détail).

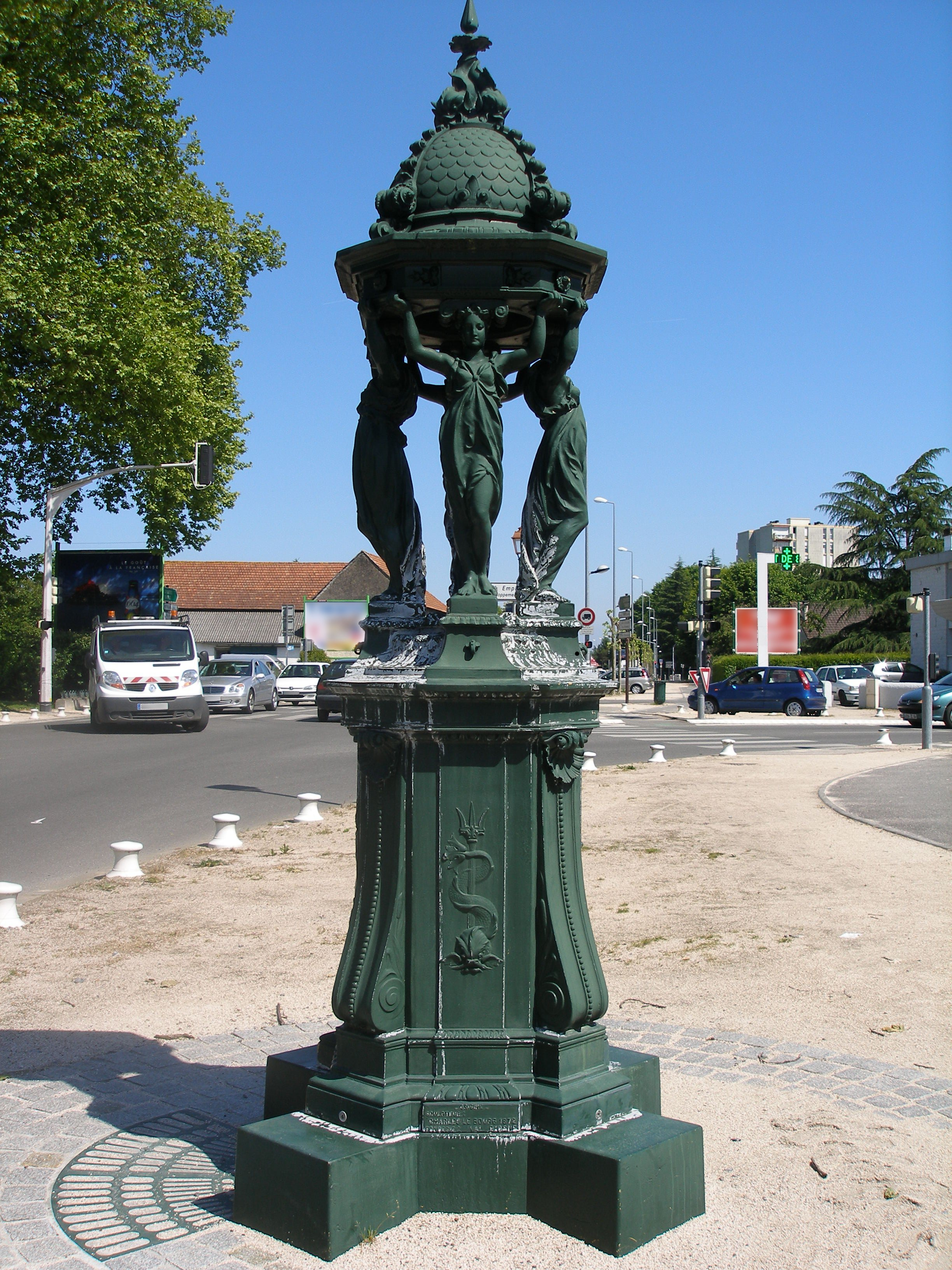
Fontaine Wallace à Pau.

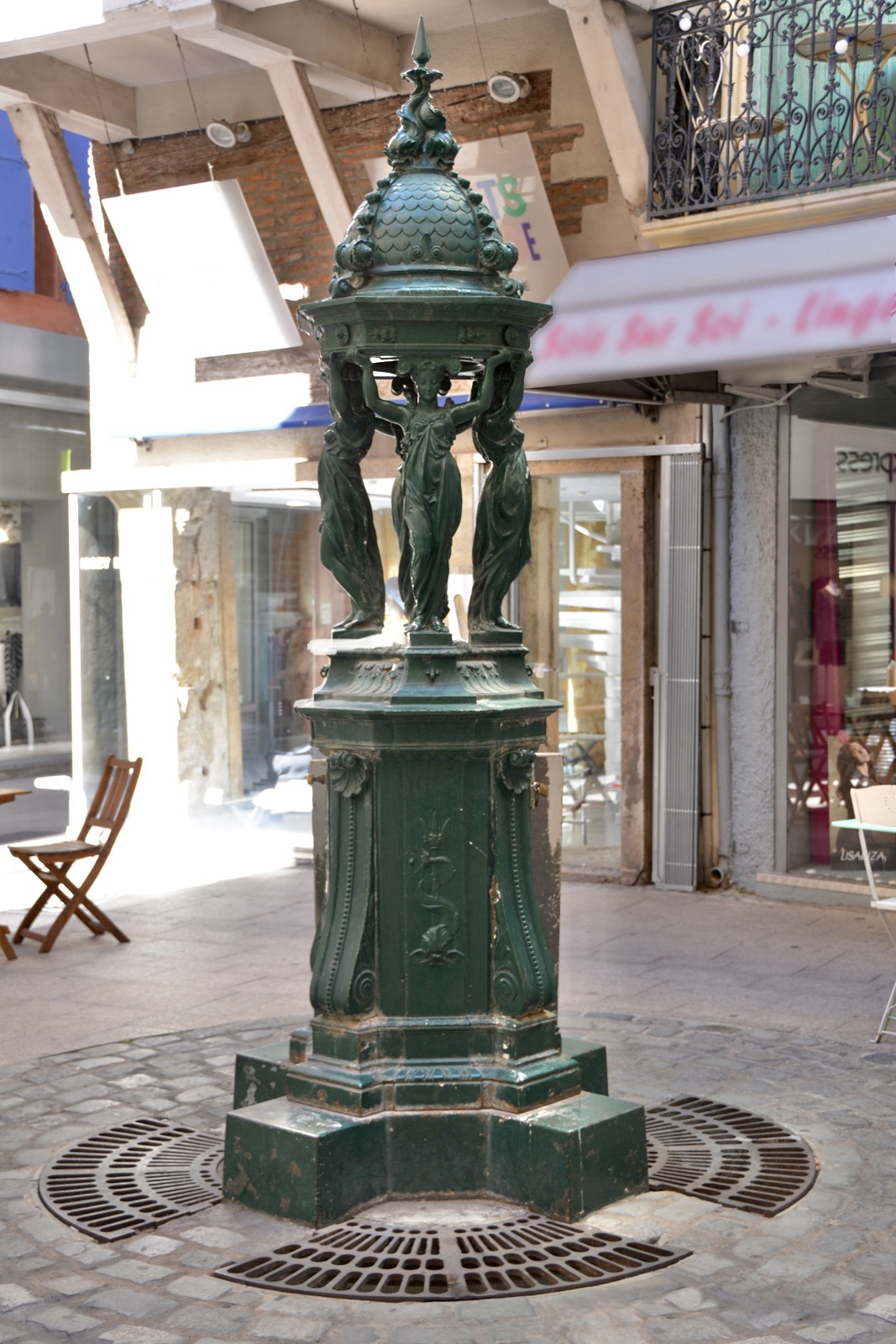
Fontaine Wallace de Perpignan.

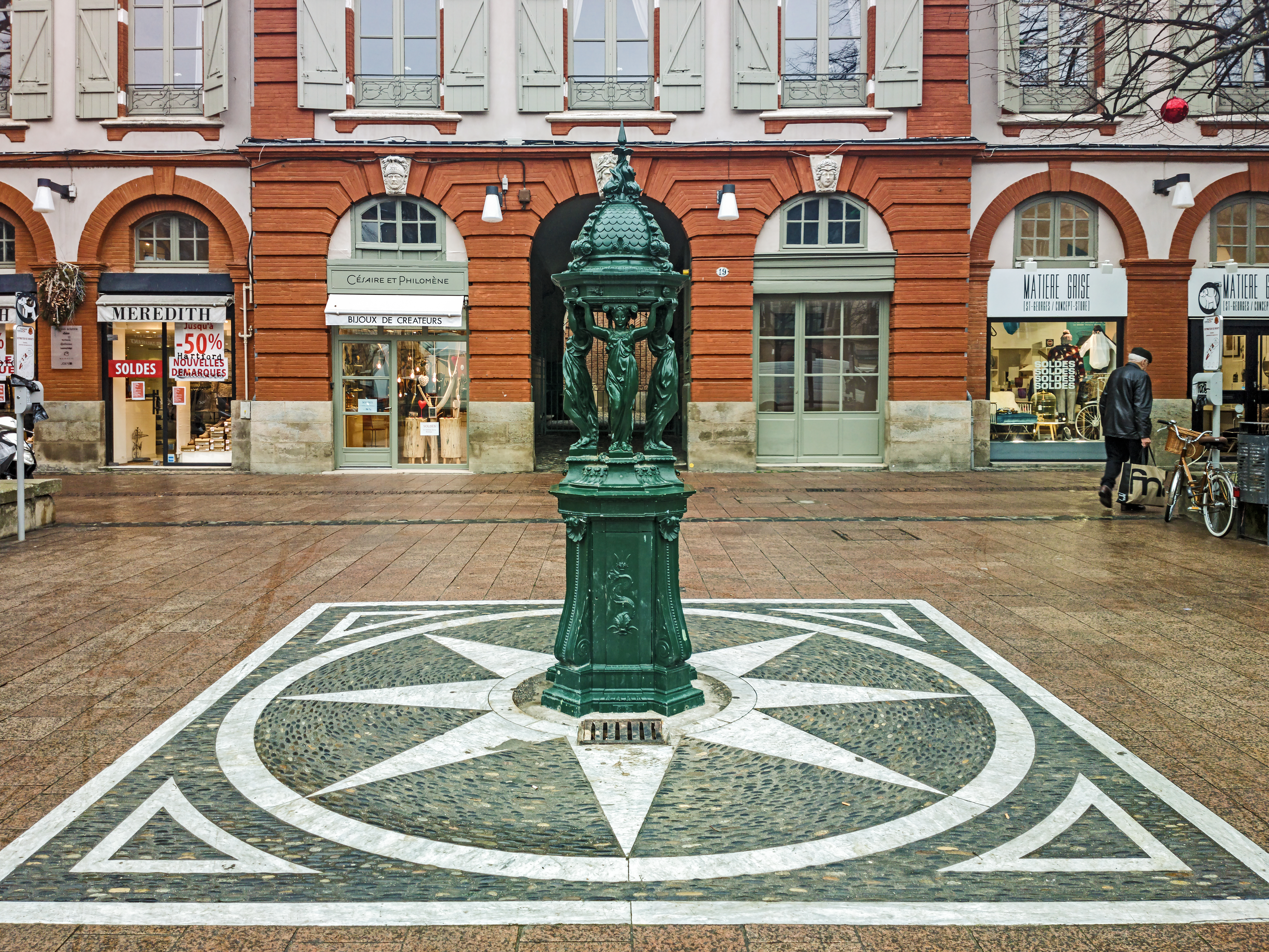
Fontaine Wallace Place Saint-Georges (Toulouse).

À Agen, à l'angle de la rue Grenouilla et du boulevard de la République.
Angers
À Angers, rue Baudrière  et rue de la Poissonnerie.
Angoulême
À Angoulême, au Jardin Vert.
Avignon
À Avignon, place Costebelle, jouxtant la rue Carnot.
Besançon
À Besançon : une fontaine Wallace datée de 1873 est installée dans la promenade Granvelle.
Bollène
À Bollène dans le Vaucluse, avenue des fontaines Wallace (une au début de la rue et une à la fin).
Bordeaux
À Bordeaux : 
- Le 6 octobre 1873, un autre philanthrope, Daniel Iffla Osiris, commande six fontaines grand modèle et demande à la commune de Bordeaux de les installer[1]. Trois ont disparu dans des circonstances méconnues. L'une d'elles est au Centre culturel de Créon (33). La municipalité a choisi d'en implanter des rééditions. L'une d'elles, cours Xavier Arnozan, a été récemment offerte par une descendante de sir Wallace, qui réside en face de la fontaine. Les trois offertes par Daniel Iffla Osiris sont :
- jardin public;
- jardin de la mairie;
- place du Général-Sarrail.

Cette dernière déplacée par l'architecte Willmotte fut un temps implantée place Stalingrad à Bordeaux Bastide où elle n'avait plus aucun sens. Le donateur Osiris la voulant proche de son lieu de naissance, un Bordelais, Richard Zéboulon, se battit pour qu'elle revînt à son emplacement initial repeinte en vert empire. Il a obtenu gain de cause après conflit avec le maire Alain Juppé.
Des rééditions sont implantées :
place Stalingrad, place Porto-Riche, place Mitchell et cours Xavier-Arnozan.
Bourges
À Bourges, rue Mirebeau, place Malus et place des Marronniers.
Chantilly
À Chantilly, une fontaine Wallace offerte à la ville en 1903 par le diamantaire parisien François Wells est installée en avant de la place Versepuy.
Clermont-Ferrand
À Clermont-Ferrand, entre la rue du 11 novembre et la place de Jaude.
Coursan (Aude)
À Coursan, deux fontaines Wallace.
Cuxac (Aude)
À Cuxac-d'Aude, place Saint-Martin.
Créon (Gironde)
À Créon, au Centre culturel.
Dreux
À Dreux, place Métézeau.
Dunkerque
À Dunkerque dans le Nord, face au Palais de Justice.
Épernay
À Épernay, sur la place des Boucheries. Inaugurée le 16 mars 2016, elle a été financée à parts égales par La Ville d’Épernay, le Rotary Club et le champagne Pol Roger. Sir Richard Wallace était l’arrière-grand-père d’Odette Pol-Roger, Sparnacienne et ambassadrice de la maison de champagne Pol Roger pendant plus de 40 ans[réf. souhaitée].
Évreux
À Évreux, boulevard Chauvin, à côté du Palais de Justice.
Gap
À Gap, sur la placette face au 73 rue Carnot.
Hyères
À Hyères, dans le Var, au début de l'avenue Godillot (en partant du nord).
La Roche-sur-Yon
Au cœur des halles de la ville napoléonienne de La Roche-sur-Yon
La Seyne-sur-Mer
À La Seyne-sur-Mer, sur la place Jean Lurçat, plage des Sablettes.
Le Mans
Au Mans, une fontaine à colonnettes a été installée en 1882 au Jardin des Plantes, dans le jardin anglais.
Libourne
À Libourne, au square Maurice Bernardeau.
Lille
À Lille, place Léon Trulin.
Lons-le-Saunier
À Lons-le-Saunier, place de la Comédie (photo).
Lyon
À Lyon, place Bellecour.
Marseille
À Marseille :
- Près du palais Longchamp : les cariatides sont de couleur dorée[2]
- À l'intersection de la rue des Trois-Rois et de la rue des Trois-Mages : elle est de couleur brune[3].
- Allées Gambetta[4]
- Place du Terrail[4]
- Place Jean-Jaurès[4]
- Place Bernard Cadenat[4]
- Place Louis Goudard
- Place Edmond Rostand (mise en place en 2014)

Montluçon
A Montluçon, dans le parc de la Louvière.
Montpellier
À Montpellier, sur la place Saint-Denis, face à l'église et en haut de la rue Jules-Ferry, au croisement avec la rue de Verdun.
Moulins (Allier)
À Moulins, sur les Cours Jean Jaurès au croisement avec la rue de l'Allier.
Nancy
À Nancy, rue des Dames, au chevet de la basilique Saint-Epvre. Elle est de couleur bleue.
Nantes
Certaines furent érigées à Nantes en l'honneur de leur créateur, le Nantais Charles-Auguste Lebourg :
- cours Cambronne[coord 1]
- deux au jardin des plantes[coord 2],[coord 3]
- parc de la Gaudinière[coord 4]
- place de la Bourse[coord 5]

Dans le cadre de l'édition 2024 du Voyage à Nantes, quatre nouvelles fontaines sont installées dans la ville. Les statues sont conçues par Cyril Pedrosa :
- Jardin de la Psallette
- Rue des États
- Place Fernand-Soil
- Square Louis Bureau

Nogent-le-Rotrou
À Nogent-le-Rotrou, sur la place Saint-Pol.
Orléans
À Orléans, rue de Bourgogne.
Pau
À Pau, boulevard de la Paix, angle avenue de Buros.
Périgueux
À Périgueux, sur la place Saint-Silain. La fontaine y fut installée en 1982 lors de l'aménagement de cette place. Les fontaines du passage du Serment, place Louis Magne, place Pierre Lanxade seront quant à elles installées en 1987.
Perpignan
À Perpignan, sur la place Joseph Bodin de Boismortier (dans la rue des 3 journées).
Reims
À Reims:
- Square Charles Sarrazin (rue Pluche).
- Square Georges Jantzy (entre la rue Ponsardin et le boulevard Victor Hugo).
- Parc de la Patte d'Oie
- Place Jules Ferry
- Place Saint-Thomas
- Place Luton

Sainte Colombe sur l'Hers
À Sainte-Colombe-sur-l'Hers, devant la mairie en-dessous du monument aux morts.
Sainte-Menehould
À Sainte-Menehould.
Souilly
À Souilly, devant la mairie. Reconnaissable par la gargouille sculptée sur son socle, elle est volée en juillet 2015 après avoir passé sept mois en rénovation.
Saint-Denis de la Réunion
À Saint-Denis, dans le jardin de l'État.
Toulon
À Toulon, devant les halles Raspail jusqu'à leur fermeture en 2001, puis place Louis Blanc à partir de 2006. Elle est réinstallée devant les halles en 2022 après leur rénovation.
Toulouse
À Toulouse : 
- Place Saint-Georges
- Dans le jardin du Grand Rond et dans le Jardin des Plantes
- Place Henry-Russell
- Place du Professeur Pierre-François Combes (croisement rue Ferrières et grande rue Saint-Nicolas) Fontaine Place du Professeur Pierre-François Combes Toulouse.
- Place du Ravelin

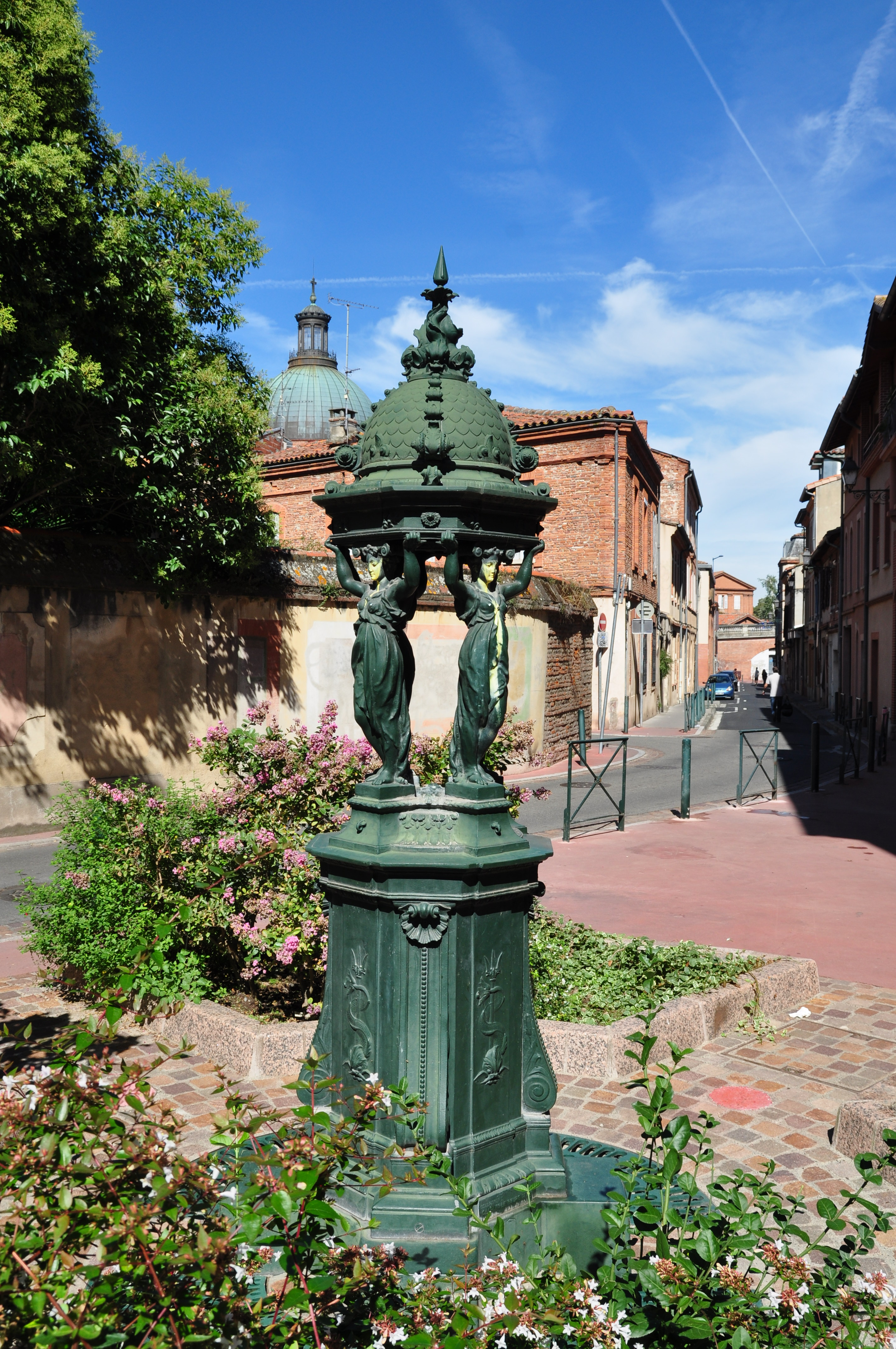
Fontaine Place du Professeur Pierre-François Combes Toulouse.

- Place Laganne, devant la Galerie du Château d'eau
- Rond-point Alain-Gazeaud (angle boulevard Deltour et avenue Balansa)
- Dans le Parc Job de la maison de quartier des Sept Deniers (7 chemin de la Garonne)

Uzès
À Uzès, sur la place Bellecroix. Elle faisait à l'origine partie d'un square ornant la promenade des Marronniers, aménagé au début du XXe siècle sous les fenêtres du sous-préfet. Mais celui-ci, agacé par les coassements des grenouilles, demanda la démolition du square. La fontaine demeura toute, seule dans l'ombre de la promenade des Marronniers, devant l'entrée du tribunal. Elle fut  transplantée dans les années 1970, dans la cour de la Mairie, puis place Bellecroix, face à la Caisse d’Épargne, où elle se trouve aujourd'hui.
Vire
À Vire, sur la place du beffroi ou Porte-horloge.

## Ailleurs qu'en France
On trouve des fontaines Wallace en Afrique du Sud, au Brésil, au Canada, en Espagne (à Barcelone, Saint-Sébastien et Ferrol), au Portugal  (à Lisbonne, praça Dom Pedro IV), aux États-Unis (à La Nouvelle-Orléans et Los Angeles), en Grande-Bretagne, en Jordanie (à Amman), au Mozambique, en Suisse (à Zurich et au parc des bastions à Genève), en Chine (sur l'île de Macao), en Géorgie (à Tbilissi), etc.

### Canada
Au Canada :
- À Montréal, sur l'île Notre-Dame, parc des Îles, jardin de la France. Cette fontaine fut offerte à la ville de Montréal par la ville de Paris en 1980 à l'occasion des Floralies.
- À Québec, une fontaine se trouve à l'intersection de la Grande Allée et de l'avenue Cartier, et une autre sur la rue Saint-Paul, à l'issue de la ruelle Légaré.
- À Granby, au parc Isabelle, à l'angle de la rue Dufferin et du boulevard Leclerc. Cette fontaine, inaugurée en septembre 1956, a été donnée par la France à Granby dans le cadre de la Semaine française[8]. En 2021, elle est déplacée place Jean-Lapierre, au croisement des rues Principale et Saint-Antoine[9].

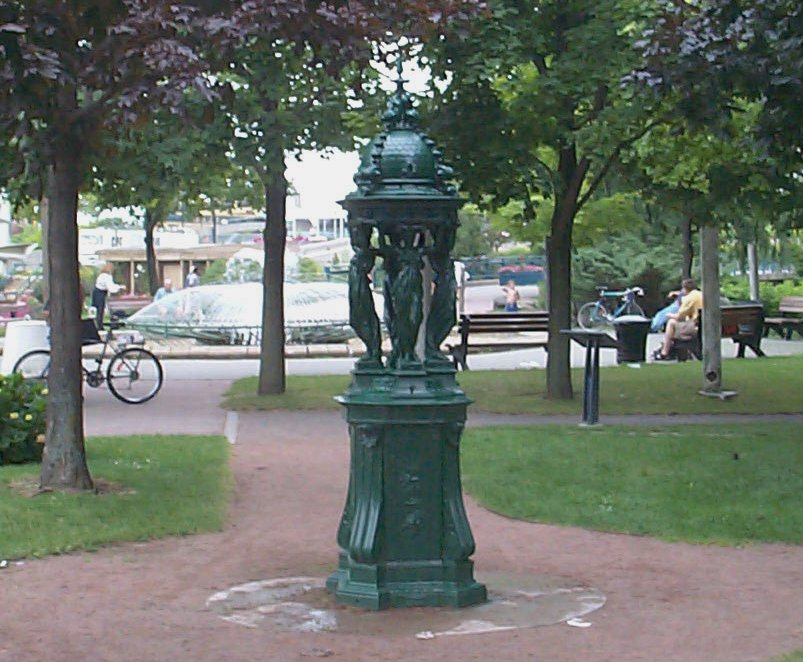
Fontaine Wallace de Montréal.
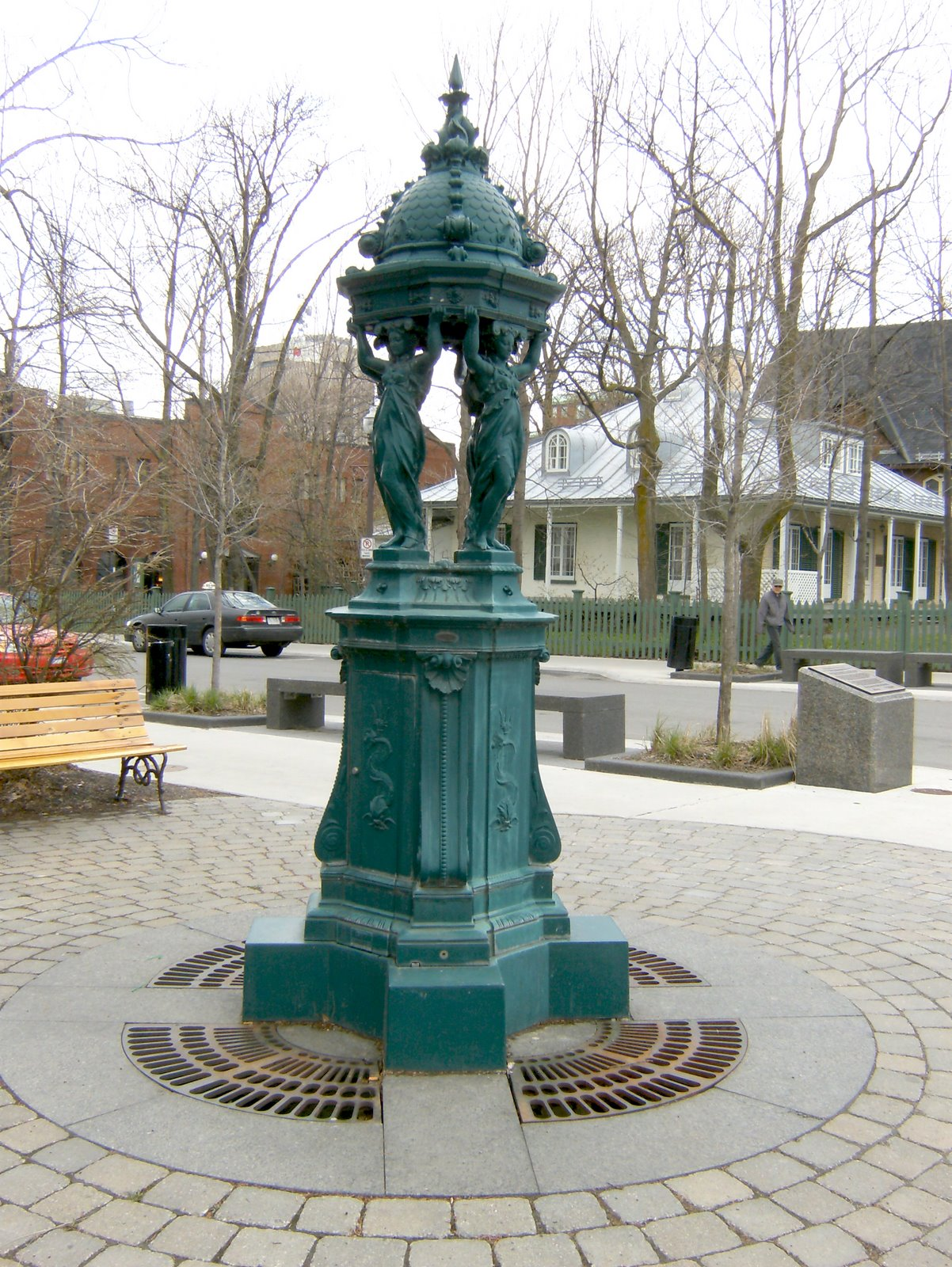
Fontaine Wallace de Québec.

### États-Unis
Aux États-Unis : 
- À Westwood (Los Angeles), sur Kinross Avenue, entre S. Westwood Boulevard et Broxton Avenue.

### Israël
En Israël :

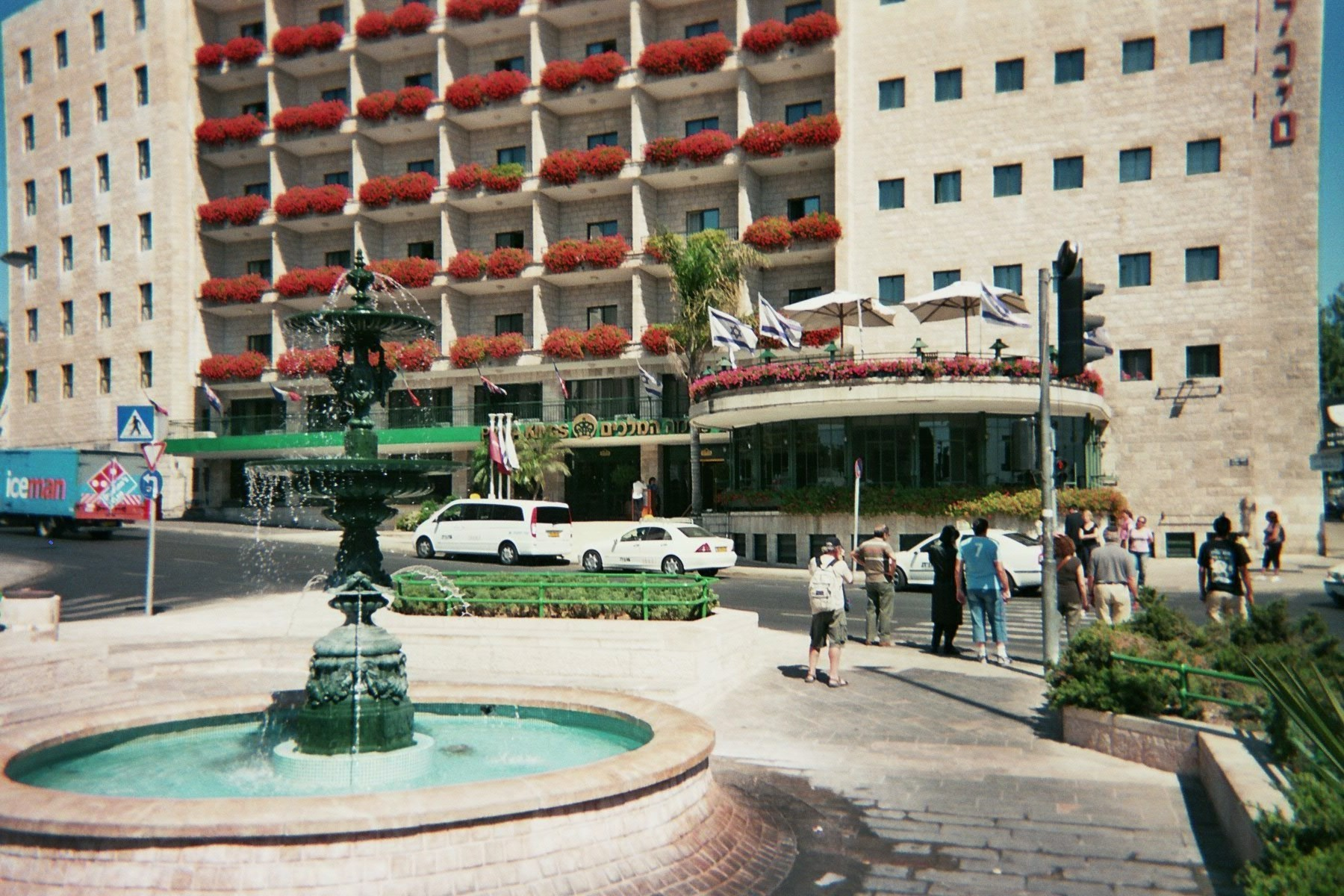
Fontaine Wallace, place de France à Jérusalem.

- À Jérusalem, place de France, inaugurée par le maire de Paris Bertrand Delanoë le 1er juin 2008,

et dans la rue piétonne Ben Yehuda ; seule la fontaine de la rue Ben Yehuda est en fait un modèle dit "Wallace".
- À Haïfa, place de Paris, inaugurée le 29 novembre 2011 par Bertrand Delanoë.

### Italie
En Italie :
- À Pontremoli, une fontaine est située sur la Piazza Unità d'Italia.

### Mozambique
Au Mozambique :

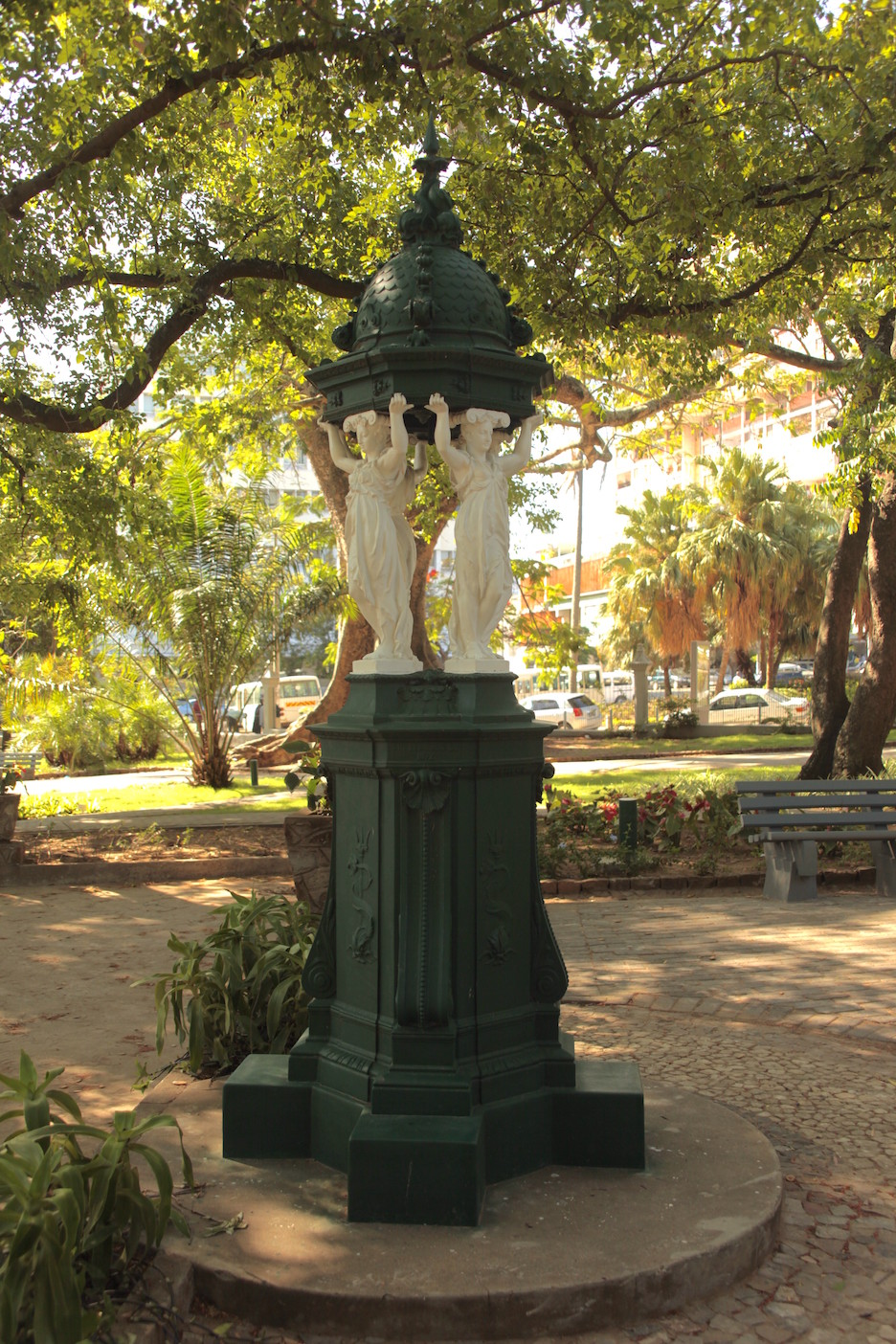
Mozambique

- À Maputo, une fontaine est située dans le Jardim Tunduru de Maputo. Les cariatides sont blanches et le décor est très apprécié des jeunes mariés[10].

### Portugal

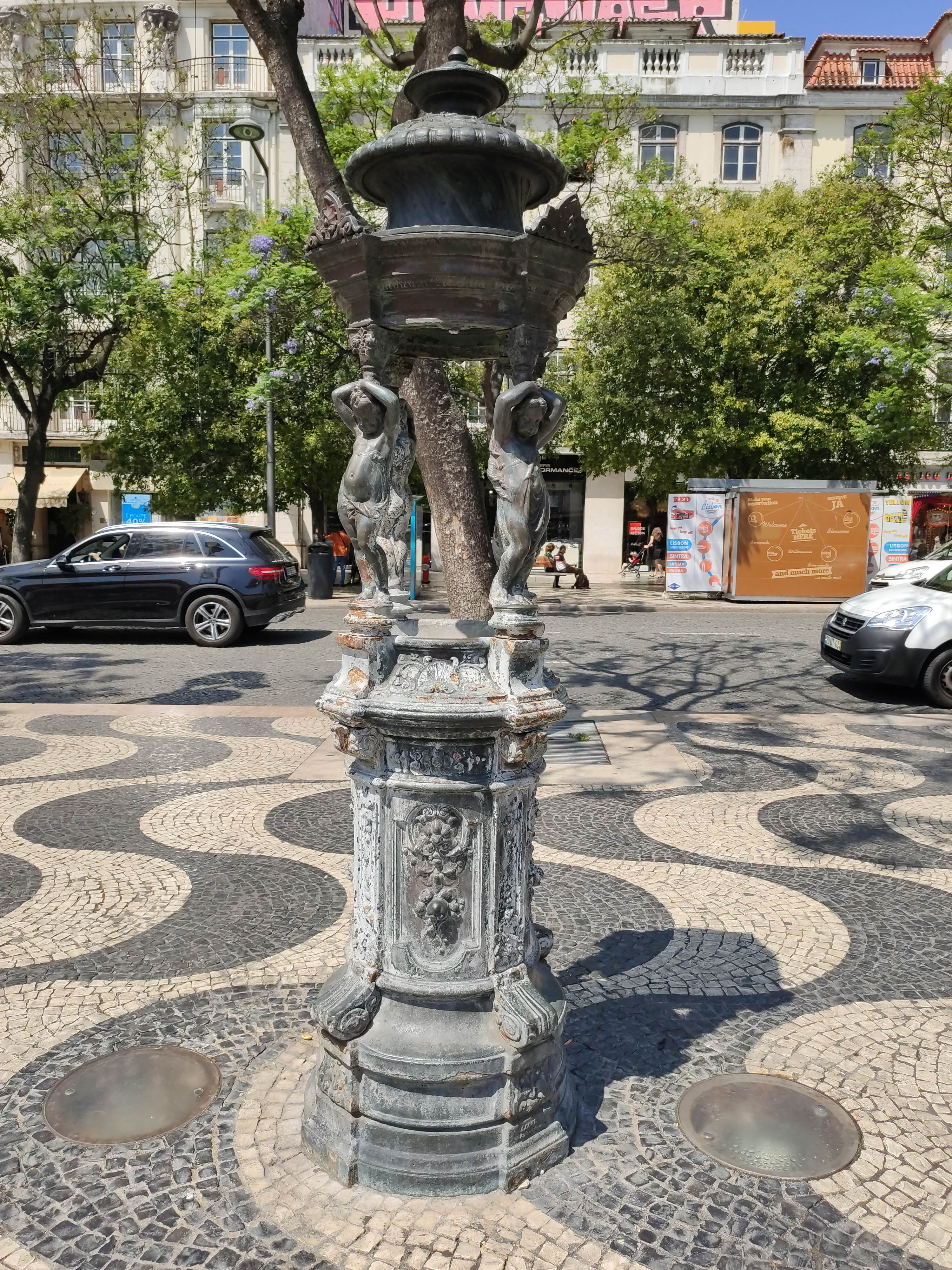
Lisbon

À Lisbonne une fontaine est située dans le Rossio.

### Royaume-Uni
Au Royaume-Uni :
- À Lisburn, deux fontaines se trouvent dans cette ville d'Irlande du Nord, dont Wallace fut député. C'est, avec celles de Paris, les seules directement données par leur créateur de son vivant[Note 1].
- À Londres, dans le jardin de la Wallace Collection.

### Coordonnées des lieux mentionnés
1. ↑  Nantes, cours Cambronne : 47° 12′ 43″ N, 1° 33′ 49″ O
2. ↑  Nantes, jardin des plantes, fontaine sud-ouest : 47° 13′ 07″ N, 1° 32′ 33″ O
3. ↑  Nantes, jardin des plantes, fontaine nord-est : 47° 13′ 14″ N, 1° 32′ 33″ O
4. ↑  Nantes, parc de la Gaudinière : 47° 14′ 41″ N, 1° 34′ 42″ O
5. ↑  Nantes, place de la Bourse : 47° 12′ 46″ N, 1° 33′ 32″ O